# Ханна-Марія Сеппяля
Ханна-Марія Сеппяля (фін. Hanna-Maria Seppälä, 13 грудня 1984) — фінська плавчиня.
Учасниця Олімпійських Ігор 2000, 2004, 2008, 2012, 2016 років.
Чемпіонка світу з водних видів спорту 2003 року.
Призерка Чемпіонату світу з плавання на короткій воді 2006, 2008 років.
Призерка Чемпіонату Європи з водних видів спорту 2008, 2016 років.
Чемпіонка Європи з плавання на короткій воді 2005, 2006, 2007, 2008 років, призерка 2003, 2009, 2010, 2012 років.